# Siemens-Schuckert R.VIII
Le Siemens-Schuckert R. VIII est un bombardier allemand conçu et construit à partir de 1916. Seuls deux appareils furent construits.

## Conception
Cet avion conçu pour le transport aérien militaire était le plus grand du monde construit à son époque avec une envergure de 48 mètres et un poids à vide de 10 500 kg. Le triplan Mannesman-Poll aurait été beaucoup plus important mais il n'a pas pu être achevé avant le traité de Versailles car les restrictions ont été appliquées.
Le Siemens-Schuckert R.VIII, a été conçu par les frères Franz et Bruno Steffen, il fut le dernier avion géant construit par Siemens-Schuckertwerke GmbH à Siemensstadt, près de Berlin, sa conception a débuté en novembre 1916 (les premières photos de sa maquette en bois complète datent d'avril 1917) mais le premier exemplaire est sorti de l'usine le 1er mars 1919. Son coût était de 850 000 Marks de l'époque. 
Techniquement, le R.VIII était à la limite de ce qui puisse être construit en bois, les ingénieurs allemands avait déjà conçu des projets, dont certains monoplans, de bombardiers géants à structures métalliques. 
En raison de pénuries d'approvisionnement, les huit roues du train d'atterrissage monté sous les ailes n'étaient pas équipées de pneus en caoutchouc, mais de roues en bois dont les jantes étaient cerclées d'acier. 
Ces appareils étaient équipés d'une nouvelle invention brevetée de l'ingénieur allemand Anton Flettner (1885 - 1961), le compensateur ou trim. 
Deux exemplaires furent construits mais seul le premier, R23/16, a été achevé.
Quant au second exemplaire le R24/16, il n'a jamais été achevé.

## Motorisation
Tout comme les Siemens-Schuckert R-types précédents, les six moteurs Basse et Selve BuSIVa de 300 ch étaient intégrés dans le fuselage. 
Ces six moteurs entraînaient par un système d'engrenages complexe deux hélices tractrices bipales et de deux propulsives à quatre pales.

## Essais
Les essais moteurs du R.VIII R23/16 ont commencé en juin 1919, après l'armistice, mais le 6 juin une des hélices propulsives à quatre pales s'est désintégrée lors de ces essais causant des dommages considérables. L'aile gauche supérieure et le support de l'hélice se sont effondrés. Le gouvernement allemand ne voulut pas supporter le coût de la reconstruction de la machine et la commande fut annulée.

## Production aéronautique allemande
On pense souvent que toute construction d'avions en Allemagne a pris fin à la date de l'armistice (11 novembre 1918), mais cela n'a pas été le cas. Les grandes usines ne pouvaient pas cesser la production immédiatement et licencier leur personnel, cela aurait entraîné à coup sûr des troubles sociaux. Donc, cette production sans le consentement des alliés a été sanctionnée à plusieurs reprises.

## Sources
- G.W. Haddow & Peter M. Grosz, The German Giants, The Story of the R-planes 1914-1919. London. Putnam. 1963.
- (en) Peter Laurence Gray et Owen Gordon Thetford, German Aircraft of the First World War, Londres, Putnam & Company, 1970 (réimpr. 1971, 1987, 2003), 2e éd., 600 p. (ISBN 978-0-370-00103-6, OCLC 464237288)
- 1000aircraftphotos